# Сарнаки (гміна)
Гміна Сарнакі (пол. Gmina Sarnaki) — сільська гміна у центральній Польщі. Належить до Лосицького повіту Мазовецького воєводства.
Станом на 31 грудня 2011 у гміні проживало 5066 осіб.

## Площа
Згідно з даними за 2007 рік площа гміни становила 197.30 км², у тому числі:
- орні землі: 54.00 %
- ліси: 39.00 %

Таким чином, площа гміни становить 25.56 % площі повіту.

## Населення
Станом на 31 грудня 2011:
| Опис     | Загалом | Загалом | Чоловіки | Чоловіки | Жінки | Жінки |
| -------- | ------- | ------- | -------- | -------- | ----- | ----- |
| одиниця  | осіб    | %       | осіб     | %        | осіб  | %     |
| все      | 5066    | 100     | 2512     | 49.59    | 2554  | 50.41 |
| міське   | 0       | 100     | 0        |          | 0     |       |
| сільське | 5066    | 100     | 2512     | 49.59    | 2554  | 50.41 |

## Сусідні гміни
Гміна Сарнакі межує з такими гмінами: Константинув, Мельник, Плятерув, Сім'ятичі, Стара Корниця.